# سوفی لی استون
سوفی لی استون (به انگلیسی: Sophie Leigh Stone) (زادهٔ ۱۹۸۱) هنرپیشه اهل بریتانیا است. وی اولین هنرآموز ناشنوایی بود که موفق به ورود به آکادمی سلطنتی هنرهای دراماتیک شد. بعد از فارغ‌التحصیلی از این آکادمی او در نمایش‌ها و سریال‌های مختلفی ایفای نقش کرده. از این جمله می‌توان به نقش کاترین در نمایش ننه دلاور و فرزندان او در تئاتر ملی سلطنتی، و نقش کَس در مجموعه دکتر هو اشاره کرد. کاراکتر او در سریال دکتر هو صرفاً با زبان اشاره انگلیسی با سایرین ارتباط برقرار می‌کند. او همچنین در فصل دوم سریال تاج نقش شاهدخت آلیس باتنبرگ، مادر ناشنوای شاهزاده فیلیپ را ایفا کرده.
سوفی که به طور مادرزادی ناشنوا است در ۱۹ سالگی صاحب دختری به نام اینجل (به انگلیسی: Angel) شده که حضانت او را به تنهایی برعهده دارد.